# اندیس سیلیس علی‌آباد عباسی
سیلیس علی آباد عباسی یک اندیس غیرفلزی است که در حوالی شهر جام استان سمنان قرار دارد و مادهٔ معدنی موجود در آن، سیلیس است.  